# Вяземский аэроклуб
Вяземский аэроклуб РОСТО (прежнее название — Вяземский учебный авиационный центр ДОСААФ) — организация, производящая первоначальную подготовку лётчиков, включая лётную подготовку. Базируется на аэродроме Двоевка, расположенном под городом Вязьма. В 1987 году на базе Вяземского учебного авиационного центра была создана пилотажная группа «Русь».

## История
В июне 1960 года постановлением Совета Министров СССР по организации учебно-технических авиационных центров и приказом ЦК ДОСААФ на аэродроме Двоевка был создан Вяземский учебный авиационный центр. Первым руководителем центра стал подполковник Воскобойников. Инструкторы готовили лётчиков для резерва Военно-воздушных сил СССР на реактивных истребителях МиГ-15УТИ и МиГ-17. К 1982 году было подготовлено свыше 4000 лётчиков.

### Пилотажная группа
В том же году Вяземский учебный авиационный центр перевооружён на учебно-тренировочные самолёты Л-29. После освоения техники пилоты предпринимали попытки создания пилотажной группы. Первым появлением на публике стал групповой проход и выполнение «петли» на трёх Л-29 в честь открытия стадиона «Салют» в городе Вязьме.
В 1987 году решением ЦК ДОСААФ Вяземскому УАЦ поручена подготовка пилотажной группы в составе девяти самолётов для участия на традиционном воздушном параде в Тушино. После отбора летчиков руководитель центра Фарид Акчурин лично возглавляет команду. Позже выяснилось, что в силу аэродинамических особенностей Л-29 группа не может лететь плотным строем из девяти машин. Тогда было принято решение о скорейшем переучивании на самолёт Л-39 «Альбатрос», и в мае 1987 года учебный авиационный центр получил 10 машин. Уже через месяц совместных тренировок был выполнен полёт строем из девяти самолетов. Фактически этот день можно считать днём основания пилотажной группы «Русь». 18 августа 1987 группа приняла участие в воздушном параде в Тушино. Выступление вяземских пилотов наблюдало свыше 800 тысяч посетителей парада. После этого выступления Вяземский УАЦ получает еще 10 Л-39 и с 1989 года начинает готовить курсантов для резерва ВВС.
В конце 1987 года начальником Вяземского учебного авиационного центра и ведущим пилотажной группы был назначен полковник Юрий Дмитриевич Быков. 7 июня 1991 года при выполнении полётного задания его самолёт потерпел крушение, а сам Быков погиб.

### Постсоветская эпоха
С 1992 года Вяземский учебный авиационный центр и пилотажную эскадрилью «Русь» возглавляет летчик-инструктор первого класса полковник запаса Казимир Эдуардович Тиханович.
12 мая 1992 года было принято постановление Правительства РФ № 340 «О мерах по обеспечению размещения авиационных воинских частей, подлежащих выводу из западной, северной, северо-западной группы войск, из Закавказского военного округа на территории РФ», а 2 июля 1992 года вышел приказ министра обороны № 015 «Об организационных мероприятиях, связанных с передачей Вооруженным Силам РФ фондов учебно-авиационных центров бывшего ДОСААФ СССР». Два этих документа юридически ликвидировали все 27 учебных авиационных центров. Это ставит под угрозу судьбу учебной базы и пилотажной группы. Игнорируя приказы чиновников, Вяземский учебный авиационный центр РОСТО продолжает функционировать.
В итоге из 27 учебных авиационных центров были ликвидированы 26. Единственным центром, который не прекратил своё существование, стал Вяземский УАЦ. Но и он претерпел структурные изменения — в 1995 году был переименован в аэроклуб, а численность штата была значительно сокращена. Большая заслуга в сохранении Вяземского учебного авиационного центра принадлежит его руководителю Казимиру Тихановичу.
В 1996 году решением министра обороны Вяземскому аэроклубу переданы 15 самолётов Л-39, в 2000 году — еще 10 Л-39 и 2 самолёта Л-410 для сопровождения пилотажной группы. В настоящее время центр и пилотажная группа испытывают недостаток финансирования и материально-технического обеспечения, вследствие чего техническое состояние большинства самолётов не позволяет совершать полёты.